# Asperger Autorenwerkstatt
Die Asperger Autorenwerkstatt e. V. war von 1994 bis 2003 aktiv und hatte ihren Sitz in Asperg nahe bei Stuttgart in Baden-Württemberg. Der Zusammenschluss von freien Autoren und Literaturschaffenden aus der links-alternativen Literaturszene der 1990er Jahre gab sich die Rechtsform eines eingetragenen Vereins. Mitgründer sowie Geschäftsführer war der Literaturaktivist Michael Schönauer. Die Asperger Autorenwerkstatt befasste sich vor allem mit dem literarischen Underground, insbesondere der Social-Beat- und später auch der Slam-Poetry-Literatur. Sie trat zudem bei einigen Publikationen als Herausgeber sowie teils auch als Kleinverlag auf.

## Geschichte
Die Asperger Autorenwerkstatt wurde 1994 in der Kleinstadt Asperg, die im Einzugsbereich der Landeshauptstadt Stuttgart liegt, auf Initiative des Autors, Herausgebers und Verlegers Michael Schönauer gegründet. Die Eintragung in das Vereinsregister beim Amtsgericht Ludwigsburg erfolgte Anfang 1995. Zuvor hatte Schönauer, der aus der benachbarten Kreisstadt Ludwigsburg stammt, von 1984 bis 1994 im Selbstverlag das alternative Literaturmagazin einblick – Das Magazin für Literatur und Kunst herausgegeben, das sich der Förderung der Literatur der 1990er Jahre verschrieben hatte. Schönauer gehörte zudem 1993/1994 zu den Wegbereitern des Social Beat, wirkte maßgeblich bei mehreren bundesweiten Literaturfestivals der Social-Beat-Szene und der sich parallel entwickelnden Slam-Poetry-Bewegung mit und wurde zu einem der führenden Protagonisten der links-alternativen Literaturszene der 1990er Jahre.
Der Name der später als „Social-Beat-Zentrale Süd“ charakterisierten Autorenwerkstatt in Asperg bezog sich auf den Ortsnamen des Gründungsortes und Vereinssitzes. Schönauer war von 1994/12995 bis 2003 als Geschäftsführer des eingetragenen Vereins tätig. Die Autorenwerkstatt übernahm u. a. redaktionelle Bearbeitungen von Anthologien, fungierte teils als Herausgeber und verlegte als Kleinverlag einige Publikationen.
1995 kam es im Zuge einer neuen Publikationsreihe zur Gründung des heute noch bestehenden Kleinverlags Killroy Media, der seither vom Alleininhaber Michael Schönauer als Einzelunternehmen geführt wird. Killroy Media hatte seinen Verlagssitz bis 2013 ebenfalls in Asperg und ist seitdem in Ludwigsburg ansässig.
Die Aktivitäten der Asperger Autorenwerkstatt endeten um 2003, nachdem diese teils auf den Verlag Killroy Media übergegangen waren. Die formale Auflösung des eingetragenen Vereins erfolgte im Jahr 2013.

## Aktivitäten und Autoren
Im Jahr 1995 organisierte die Asperger Autorenwerkstatt unter Schönauers Leitung das sogenannte „3. Social Beat Festival“ in Deutschland. Nach den ersten beiden Social-Beat-Festivals, die 1993 und 1994 in Berlin veranstaltet wurden, fanden 1995 gleich zwei überregionale Social-Beat-Festivals statt, dadurch jedoch kein „zentrales“. Neben dem mittlerweile dritten, von Kersten Flenter in Hannover organisierten Social Beat Music & Poetry Festival veranstaltete die Asperger Autorenwerkstatt in Ludwigsburg im dortigen Kunstzentrum Karlskaserne das Festival tatWort 1995. Im Vorfeld machte die Autorenwerkstatt Werbung mit einem von ihr verlegten und von Michael Schönauer herausgegebenen Programmheft, das in einer Auflage von 25.000 Stück verteilt wurde.
Das tatWort-Literaturfestival von 1995 schuf eine der ersten Verbindungen vom Social Beat zur gerade entstehenden neuen Literaturbewegung des Slam-Poetry. Unter den Teilnehmern waren viele spätere Slam-Veranstalter, wie die Münchener Rayl Patzak und Ko Bylanzky. 1996 und 1998 organisierte Schönauers Asperger Autorenwerkstatt dann noch zwei weitere tatWort-Festivals in Ludwigsburg. Schönauer trat in der zweiten Hälfte der 1990er Jahre auch selbst unter dem Pseudonym „Yussuf M“ als Aktions- und Performancekünstler bei verschiedenen Slam-Poetry-Veranstaltungen auf und veranstaltete zudem Slams in Stuttgart.
Die Autorenwerkstatt veröffentlichte eine weitere Ausgabe des Literaturmagazins einblick, die nachfolgenden Ausgaben erschienen dann bei Killroy Media. Außerdem gab sie einige Bücher – meist Anthologien – heraus und/oder betreute diese redaktionell und verlegte auch einige Bücher selbst. Die Autorenwerkstatt befasste sich dabei unter anderem mit Arbeiten der Autoren Frank Bröker, Peter O. Chotjewitz, „HEL“ (Herbert Laschet Toussaint), Jaromir Konecny, Jan Off, Jürgen Ploog und Philipp Schiemann, von der Künstlerin „YAM“ (Yvonne A. Mühleis), dem Künstler Boris Kerenski mit seiner Mailart-Aktion "Was ist Social Beat?" sowie von Michael Schönauer selbst und dessen Bruder Joachim Schönauer.
Die Asperger Autorenwerkstatt war Partner der früheren Initiative Baden-Württemberg: Orte für Worte. Literatur Lesen, die 1997 von der baden-württembergischen Landesregierung zur Förderung des Lesens und der Literatur gegründet wurde.